# Nationale Medische Ivan Gorbatsjevskii-universiteit van Ternopil
De Nationale Medische Ivan Gorbatsjevskii-universiteit van Ternopil (Oekraïens: Тернопільський національний медичний університет імені І.Я. Горбачевського) is een universiteit in de Oekraïense stad Ternopil. 
De universiteit is opgericht in 1957.

## Faculteiten
- medisch
- farmaceutisch
- tandheelkundig
- buitenlandse studenten
- postacademisch onderwijs